# Copa Audi 2013
La tercera edición de la Copa Audi se disputó en el estadio Allianz Arena de Múnich, Alemania, entre el 31 de julio y el 1 de agosto de 2013, contando con la participación de cuatro equipos. La competencia es organizada y promovida por el fabricante de automóviles de Audi AG. Participaron el local, Bayern Múnich, São Paulo de Brasil, Manchester City de Inglaterra y el Milan de Italia.

## Equipos participantes
| País       | Equipo                |
| ---------- | --------------------- |
| Alemania   | F. C. Bayern Múnich   |
| Brasil     | São Paulo F. C.       |
| Inglaterra | Manchester City F. C. |
| Italia     | A. C. Milan           |

## Cuadro
|  | Semifinales     | Semifinales   |   |             | Final           | Final       |  |
|  | 31 de julio     | 31 de julio   |   |             | 1 de agosto     | 1 de agosto |  |
|  |                 |               |   |             |                 |             |  |
|  |                 |               |   |             |                 |             |  |
|  | Manchester City | 5             |   |             |                 |             |  |
|  | Milan           | 3             |   |             |                 |             |  |
|  |                 |               |   |             |                 |             |  |
|  |                 |               |   |             |                 |             |  |
|  |                 |               |   |             | Manchester City | 1           |  |
|  |                 | Bayern Múnich | 2 |             |                 |             |  |
|  |                 |               |   |             |                 |             |  |
|  |                 |               |   |             |                 |             |  |
|  |                 |               |   |             | Tercer lugar    |             |  |
|  |                 |               |   | 1 de agosto |                 |             |  |
|  | Bayern Múnich   | 2             |   | Milan       | 1               |             |  |
|  | São Paulo       | 0             |   |             | São Paulo       | 0           |  |

## Partidos

### Semifinales
| 31 de julio de 2013, 18:00 (CEST) | Manchester City                                                    | 5:3 (5:3) | Milan                                    | Allianz Arena, Múnich      |                            |
|                                   | D. Silva 3' · M. Richards 19' · A. Kolarov 22' · E. Džeko 32', 35' |           | 36', 39' S. El Shaarawy · 43' A. Petagna | Árbitro(s): Wolfgang Stark | Árbitro(s): Wolfgang Stark |

| 31 de julio de 2013, 20:30 (CEST) | Bayern Múnich                    | 2:0 (0:0) | São Paulo | Allianz Arena, Múnich     |                           |
|                                   | M. Mandžukić 55' · M. Weiser 86' |           |           | Árbitro(s): Deniz Aytekin | Árbitro(s): Deniz Aytekin |

### Tercer lugar
| 1 de agosto de 2013, 18:00 (CEST) | Milan          | 1:0 (0:0) | São Paulo | Allianz Arena, Múnich   |                         |
|                                   | K. Boateng 52' |           |           | Árbitro(s): Günter Perl | Árbitro(s): Günter Perl |

### Final
| 1 de agosto de 2013, 20:30 (CEST) | Manchester City | 1:2 (0:0) | Bayern Múnich                    | Allianz Arena, Múnich      |                            |
|                                   | Á. Negredo 61'  |           | 66' T. Müller · 73' M. Mandžukić | Árbitro(s): Wolfgang Stark | Árbitro(s): Wolfgang Stark |

| Campeón                       |
| Bandera de Alemania           |
| F. C. Bayern Múnich 2º título |

## Goleadores
| Jugador             | Equipo                | Goles |
| ------------------- | --------------------- | ----- |
| Stephan El Shaarawy | A. C. Milan           | 2     |
| Edin Džeko          | Manchester City F. C. | 2     |
| Mario Mandžukić     | F. C. Bayern Múnich   | 2     |
| David Silva         | Manchester City F. C. | 1     |
| Micah Richards      | Manchester City F. C. | 1     |
| Aleksandar Kolarov  | Manchester City F. C. | 1     |
| Andrea Petagna      | A. C. Milan           | 1     |
| Thomas Müller       | F. C. Bayern Múnich   | 1     |
| Mitchell Weiser     | F. C. Bayern Múnich   | 1     |
| Álvaro Negredo      | Manchester City F. C. | 1     |
| Kingsley Boateng    | A. C. Milan           | 1     |

| Predecesor: Copa Audi 2011 | Copa Audi 2013 | Sucesor: Copa Audi 2015 |

- Datos: Q4629073